# Gwiazdozbiór Sowy
Gwiazdozbiór Sowy (łac. Noctua) – gwiazdozbiór historyczny. Pierwotnie był umieszczony na ogonie Hydry, na półkuli południowej. Składał się z gwiazd 4 Librae i 54-57 Hydrae, których jasność mieści się w przedziale od 4 do 6 wielkości gwiazdowej. Wcześniej nosił nazwę Turdus Solitarius, nazywano go też przedrzeźniaczem.